# Língua manesa
O manês, manx ou manquês (Gaelg ou Gailck, IPA: [ɡilk] ou ɡilɡ) é uma das línguas gaélicas, junto com o irlandês e o gaélico escocês, falada na Ilha de Man. As línguas gaélicas são um subgrupo das línguas célticas insulares, pertencentes à família indo-europeia.
Estreitamente relacionada com o gaélico da Escócia e com os dialetos irlandeses orientais (Úlster e Galloway), o primeiro documento literário é uma tradução de um livro de orações anglicano por volta de 1610 encomendada pelo Bispo de Sodor e Mann, John Phillips. Conheceu uma época de esplendor literário nos séculos XVII e XVIII. As baladas históricas conservaram-se num manuscrito de finais do século XVIII, que recolhe uma tradição oral anterior. Também se conservam baladas de tema ossiânico; poesia religiosa (carvals, equivalentes aos carols (cânticos) ingleses, embora nem sempre de tema natalício, canções de embalar, pastoris e marítimas.

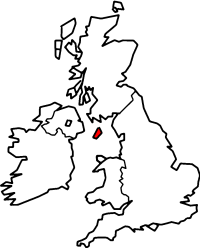
Mapa que mostra a Ilha de Man, em vermelho, no Mar da Irlanda.

O Manx é língua oficial da Ilha de Man, onde é falado. É regulado pelo Coonceil ny Gaelgey, uma subdivisão da Fundação do Patrimônio Manês. O manx é usado pelo Tynwald, o parlamento da Ilha de Man, sendo todas as leis lidas em voz alta pelo Yn Lhaihder ("o leitor") tanto em manx como em inglês. É reconhecido pela Carta Europeia das Línguas Minoritárias.
A ressurreição do manx tem sido ajudada pelas gravações efetuadas durante o século XX por investigadores, em particular pela comissão irlandesa para o folclore em 1948, assim como pelo trabalho do entusiasta e falante fluente da língua Brian Stowell.
Na sequência do declínio do uso do manx, durante o século XIX, foi fundada a Sociedade da Língua Manx, Yn Cheshaght Ghailckagh, em 1899.
Os nomes maneses estão a tornar-se novamente comuns na Ilha de Man, especialmente Moirrey (Mary), Illiam (William), Orry, Breeshey ou Breesha (Bridget) e Aalish ou Ealish (Alice). Juan (Jack/Johnny), Ean (John), Joney, Fenella (Fionnuala), Pherick (Patrick) e Freya (a partir da deusa nórdica) continuam populares.

## História
Não existem muitas informações sobre a história antiga da língua Manx, mas sabe-se que a primeira língua falada na Ilha de Man era bretônica, cuja origem mais aceita é o protocelta. Durante o século V, diversos falantes de irlandês antigo, originado a partir do irlandês primitivo, se estabeleceram na Ilha de Man. Não se sabe se o irlandês antigo sobreviveu à presença escandinava na ilha, dos séculos X ao XIII, o que faz com que seja possível que o Manx moderno seja derivado do irlandês médio, que surgia justamente nessa época.
Na Baixa Idade Média, a Ilha de Man passou a sofrer forte influência inglesa, principalmente pela atuação de magnatas anglo-normandos, um grupo pertencente ao estamento da nobreza inglesa, de tal maneira que, entre os séculos XIII e XVIII, a ilha de Man foi considerada posse dos lordes da família de John Stanley, fato que os levaria a ser chamados de “lordes de Man”.
Durante o século XIX, a língua manesa foi gradualmente subordinada ao Inglês, predominantemente utilizado no cotidiano. Além disso, no imaginário popular, a língua perdeu valor e foi associada à recessão do meio do século XIX, fato evidenciado por um ditado comum na época "Cha jean oo cosney ping lesh y Ghailck", traduzido para “Você não vai ganhar um centavo com Manx”. De acordo com o censo de 1901, 9,1% da população manesa da época falava o idioma. Em 1921, o número de falantes regulares da língua era de apenas 1,1%. Em 1974, morreu o último falante nativo de Manx, Ned Maddrell, apesar de existirem relatos do uso da língua em situações particulares, até que, em 1985, foi organizado o Conselho do Manx gaélico, responsável por regular e padronizar o uso oficial de Manx.  Em 2009, com a edição do Atlas de Línguas Mundiais em Perigo da UNESCO, a língua Manesa foi considerada morta.
No final do século XX e início do século XXI, a língua passou por um processo de revitalização linguística e o Manx passou a ser falado e ensinado na escola primária de Bunscoill Ghaelgagh, contribuindo para o aprendizado do idioma pelas novas gerações. Em reação à caracterização da língua manesa como morta em 2009, diversas crianças escreveram para a UNESCO “If our language is extinct then what language are we writing in?” (Se nossa língua está extinta, então em qual língua estamos escrevendo?). Desde então, a língua é caracterizada pela Unesco como “criticamente ameaçada”. De acordo com fontes oficiais da ilha de Man, em 2015, mais de 1800 pessoas afirmavam conseguir falar, ler e escrever em Manx.
Atualmente, o manx é usado como único meio de ensino em cinco das escolas pré-primárias da ilha, por uma companhia chamada Mooinjer Veggey, que também opera a única escola que ensina exclusivamente em manx, a Bunscoill Ghaelgagh. O manx é ensinado como segunda língua em todas as escolas primárias e secundárias e ainda na Universidade da Ilha de Man e no centro de estudos de manx.
É comum a divisão da língua manesa de acordo com três períodos:
1. Manx inicial: referente ao século XVII, usado na tradução de um livro de orações Anglicano pelo Bispo John Phillips.
2. Manx Clássico: referente ao século XVIII, usado na tradução da Bíblia para a língua manesa.
3. Manx tardio: língua nos séculos XIX e XX, correspondente ao período dos últimos falantes nativos de Manx antes de sua revitalização.

## Fonologia

### Consoantes
Os fonemas consonantais da língua manesa estão representados na tabela a seguir:
|             | Bilabial | Labiodental | Dental | Alveolar | Pós-Alveolar | Palatal | Palato-velar | Velar | Labiovelar | Glotal |
| Plosiva     | p b      |             | t̪ d̪    |          | tʲ dʲ        |         | kʲ ɡʲ        | k g   |            |        |
| Fricativa   |          | f v         |        | s        | ʃ            |         | xʲ ɣʲ        | x ɣ   |            | h      |
| Nasal       | m        |             | n      |          | nʲ           |         | ŋʲ           | ŋ     |            |        |
| Vibrante    |          |             |        | r        |              |         |              |       |            |        |
| Aproximante |          |             |        |          |              | j       |              |       | w          |        |
| Lateral     |          |             | l      |          | lʲ           |         |              |       |            |        |

O diacrítico ʲ significa que os fonemas são palatalizados. O diacrítico ◌̪ em t̪ e d̪ significa que estes são sons dentais.

### Vogais
Os fonemas vocálicos da língua manesa estão representados na tabela a seguir:
|         | Anterior | Central | Posterior |
| Fechada | i iː     |         | u uː      |
| Média   | e eː     | ə øː    | o oː      |
| Aberta  | æ æː     | a aː    | ɔ ɔː      |

O Manx conta também com a formação de alguns ditongos. As vogais /a/, /e/, /ə/ podem formar  ditongos terminados em /i/ e /u/; /o/ e /u/ podem formar apenas ditongos terminados em /i/; /i/ e /u/ podem constituir ditongos terminados em /ə/. Observe os ditongos da língua Manx na tabela a seguir:
|                            |         | Segundo elemento vocálico |       |       |
| /i/                        | /u/     | /ə/                       |       |       |
| Primeiro elemento vocálico | Fechada | ui                        |       | iə uə |
| Primeiro elemento vocálico | Média   | ei əi oi                  | eu əu |       |
| Primeiro elemento vocálico | Aberta  | ai                        | au    |       |

Os ditongos terminados em /ə/ possuem um enfraquecimento de /r/, como nas palavras a seguir:
/miːr/ (pedaço) → /miːə/
/muːr/ (grande) → /muːə/
Com exceção de monossílabas, antes de /l, r/, os ditongos terminados em /i/ e /u/ são resultado da vocalização de fricativas palatais, labiais e eventualmente dentais.
/iə/ e /uə/ estão sujeitos a monotongação, como nas palavras:
/biəl/ (boca) → /biːl/
/kuːəg/ (cuckoo) → /koːg/
Como observado acima, comumente o primeiro elemento do ditongo é longo.

### Transformações fonológicas
Na língua manesa mais recente, surgiram diversos alofones para cada fonema original. Além disso, no manx mais recente, vogais curtas podem ser mais alongadas. Em alguns casos, vogais longas originalmente tônicas podem ter pronúncia encurtada. Outra modificação consiste na preclusão, com o surgimento de uma variedade fraca da plosiva vozeada antes de /m/, /n/ e /ŋ/ finais em monossílabas tônicas, causando o encurtamento de vogais originalmente longas, como nos exemplos abaixo:
/troːm/ →  /trobm/ (pesado)
/k´oːn/ →  /k´odn/ (cabeça)
/loŋ/ →  /logŋ/ (navio)
Durante o último século, assim como em outras línguas celtas, nota-se uma forte tendência de mutação na língua manesa, em especial na língua falada. Há dois tipos de mutação: lenição (também conhecido como aspiração) e eclipsis, mais rara. As letras l, n e r não sofrem esses fenômenos. Percebe-se que a única alteração desse tipo que pode ser feita a vogais se dá pela adição de um “h” anterior a elas, enquanto nas consoantes há mais possibilidades de mutações.

#### Lenição e eclipsis
A lenição é um fenômeno que torna as consoantes mais sonorizadas. O eclipsis, por sua vez, é responsável por vozear /p, t, k, f/ e eclipsa /b, d, g/, além de adicionar /n/ antes de vogais. O sistema para consoantes únicas iniciais, incluindo variantes palatalizadas, pode ser representado da seguinte forma:
| Inalterado                  | Com Lenição                          | Com Eclipsis           |
| p (/p/)                     | /f/                                  | /b/                    |
| t (/t̪/)                     | /h/, /x/                             | /d̪/                    |
| çh (/tʲ/)                   | /h/, /xʲ/                            | /dʲ/                   |
| c, k (/kʲ/)                 | /xʲ/                                 | /ɡʲ/                   |
| c, k, qu (/k/,/kw/)         | /x/, /h/ /hw/                        | /ɡ/                    |
| b, bw (/b/,/bw/)            | /v/, /w/                             | /m/, /mw/              |
| d (/d̪/)                     | /ɣ/, /w/                             | /n/                    |
| j (/dʲ/)                    | /ɣʲ/, /j/                            | /nʲ/                   |
| g (/ɡʲ/)                    | /ɣʲ/, /j/                            | /ŋ/                    |
| m, mw (/m/,/mw/)            | /v/, /w/                             | Permanecem inalterados |
| f, fw (/f/,/fw/)            | f permanece inalterado, fw vira /hw/ | /v/, /w/               |
| s, sl, sn (/s/,/sl/, /snʲ/) | /h/, /l/, /nʲ/                       | Permanecem inalterados |
| sh (/ʂ/)                    | /h/, /xʲ/                            | Permanecem inalterados |

Observe na tabela a seguir elementos que causam lenições:
| Elementos causadores de mutações | Exemplos                                                                                            |
| As lenições são comumente causadas pelas palavras: dy (de), ro (também), feer (muito), my (meu), dty (seu) e e (dele). | bree (energia) → lane dy vree (cheio de energia) kayt (gato) → e chayt (o gato dele)                |
| Um conjunto semelhante de lenições ocorre depois de yn ou y em substantivos femininos no singular | cleaysh (orelha) → y chleaysh (a orelha) shiaghtin (semana) → yn çhiaghtin (a semana)               |
| Adjetivos que seguem substantivos femininos no singular também são aspirados | daaney (corajoso) → ben ghanney (uma mulher corajosa) gorrym (azul) → lioar ghorrym (um livro azul) |
| As preposições er (sobre) e ayns (em) causam lenição em substantivos com y/yn anteriores a eles: Tais lenições são semelhantes àquelas causadas por y/yn antes de substantivos femininos. No entanto, a mudança de s, sh, sl e str para t, çh, cl e tr, respectivamente, não são consideradas lenições. | boayrd (mesa) → er y voayrd (sobre a mesa) cree (coração) → ayns y chree (no coração)               |
| Un (um) e daa (dois) causam lenições que, causadas por un, lembram mais aquelas após y/yn em substantivos femininos | un ven - uma mulher un vee - um mês                                                                 |
| Quando falando com um interlocutor pelo nome, este sofre lenição, se possível | Kys t’ou, Yuan? (Como você está, Juan?) Voirrey, c’raad ta Peddyr? (Moirrey, onde está Peddyr?)     |
| O eclipsis, fenômeno mais raro, ocorre após nyn (que significa “nosso”, “seus” ou “deles”) e após cha e nagh. Às vezes, também ocorre eclipsis após er nos tempos verbais perfeito e passado perfeito. Como na lenição, em geral, apenas consoantes sofrem o processo de eclipsis                       | baatey (barco) → nyn maatey (nosso barco) nyn jengey (nossa língua)                                 |

No entanto, quando “e” significa “dela”, não ocorre lenição com as consoantes, mas há a adição de ‘h’ antes de vogais:
e mac - o filho dela
e h-ayr - o pai dela
No plural, preposições não causam lenição:
buird (mesas) → er ny buird (sobre as mesas)
creeaghyn (corações)
ayns ny creeaghyn (nos corações)
Como nyn pode significar “nosso”, “seus” ou “deles”, para evitar desentendimentos semânticos e eclipsis, comumente se utiliza as formas ain (“de nós”), eu (“de vocês”) e oc (deles):
y baatey ain - nosso barco
y caashey eu - queijo de vocês
y cheeill oc - a igreja deles

## Escrita
A ortografia do manx, ao contrário daquela do irlandês e do gaélico escocês não representa a etimologia gaélica e apresenta considerável influência do galês e do inglês (observável na utilização de 'y' e 'w' e em combinações de letras como 'oo' e 'ee').
Por exemplo, Ilha de Man seria escrito em irlandês como "Oileán Mhanainn" ou em gaélico escocês como "Eilean Mhanainn", enquanto que em manx é escrita "Ellan Vannin", sendo as três variantes pronunciadas aproximadamente da mesma maneira.
Se existia alguma literatura escrita de forma distinta em manx antes da Reforma, perdeu-se ou já não era possível identificá-la na altura em que o ensino da escrita passou a ser seriamente defendido. Assim, quando foram feitas tentativas (sobretudo por parte da Igreja Anglicana) para introduzir uma ortografia normalizada, foi desenvolvido um sistema novo. Supõe-se que tenha sido pura e simplesmente inventado por John Philips, o bispo de Sodor e Man, de origem galesa, que traduziu o pequeno livro das orações para manx.
Porém, parece ter de fato algumas semelhanças com alguns sistemas ortográficos encontrados por vezes na Escócia. Por exemplo, o "Livro do Leão de Lismore" foi escrito em gaélico escocês, usando um sistema ortográfico semelhante.

### Alfabeto
O alfabeto Manx é composto por 24 letras, cujos nomes estão representados a seguir:
| A (aittyn)    | B (beih)    | C (couyll) | D (darragh) | E (eboin)     | F (faarney)  |
| G (guilckagh) | H (hibbin)  | I (iuar)   | J (juys)    | K (keirn)     | L (lhouan)   |
| M (malpys)    | N (neaynin) | O (onnane) | P (pobbyl)  | Q (quinsh)    | R (rennaigh) |
| S (shellagh)  | T (tramman) | U (unjin)  | V (vervine) | W (wooshlagh) | Y (yiarn)    |

A língua manesa também conta com um diacrítico, a cedilha, aplicada na combinação “ch”, indicando que sua pronúncia se dá de maneira igual ao inglês, como em paitçhey (criança).
Abaixo estão representadas as letras e seus possíveis fonemas correspondentes:
| a | /a/, /aː/, /ə/, /i/, /a/ | m | /m/ /ᵇm/                        |
| b | /b/ /β/ /v/              | n | /n/ /nʲ/ /ᵈn/ /ᵈnʲ/             |
| c | /k/ /ɡ/ /ɣ/              | o | /ɔ/ /ɑ/ /ɔː/ /ɑː/ /o/ /oː/ /u/  |
| d | /d̪/ /dʲ/ /dʒ/ /ð/        | p | /p/ /v/                         |
| e | /e/ /eː/ /ɛ/ /i/ /ə/     | q | /kw/                            |
| f | /f/                      | r | /r/ [ɹ̝] [ə̯]                     |
| g | /ɡ/ /ɡʲ/ /ɣ/             | s | /s/ /z/ /ʃ/ /ð/ /z/             |
| h | /h/                      | t | /t̪/ /tʲ/ /tʃ/ /d̪/ /ð/ /dʲ/ /dʒ/ |
| i | /ə/ /i/                  | u | /ʊ/ /o/ /ø/ /ə/                 |
| j | /dʒ/ /ʒ/ /j/             | v | /v/                             |
| k | /k/ /kʲ/                 | w | /w/                             |
| l | /l/ /lʲ/ /ᵈl/            | y | /ə/ /i/ /ɪ/ /j/                 |

O Manx também conta com diversos dígrafos e trígrafos, cujos fonemas estão representados a seguir:
| Dígrafo/trígrafo | Fonema                    | Dígrafo/trígrafo | Fonema                         | Dígrafo/trígrafo | Fonema            | Dígrafo/trígrafo | Fonema                          |
| a_e/ia_e         | /eː/                      | eei/eey          | /iː/                           | ooa/iooa         | /uː/              | dj               | /dʒ/ /ʒ/ /j/                    |
| aa/aa_e          | /ɛː/ /øː/ /eːa/ /eː/ /aː/ | ei               | /eː/ /e/ /a/                   | ooi              | /u/               | ll               | /l/ /lʲ/ /ᵈl/                   |
| aai              | /ɛi/                      | eih              | /ɛː/                           | ooy              | /uː/              | le               | /əl/                            |
| ae               | /i/ /ɪ/ /eː/              | eoie             | /øi/                           | oy               | /ɔ/               | lh               | /l/                             |
| aew              | /au/                      | eu/ieu           | /uː/ /eu/                      | ui/iu            | /ʊ/ /o/ /ø/ /ə/   | mm               | /m/ /ᵇm/                        |
| ah               | /ə/                       | ey               | /eː/ /ə/                       | ua               | /uːa/             | ng               | /ŋ/ /nʲ/ /ᶢŋ/                   |
| ai/ai_e          | /aː/ /ai/ /e/             | ia               | /aː/ /a/ /iː/ /iːə/            | ue               | /u/               | pp               | /p/ /v/                         |
| aiy              | /eː/                      | ie               | /aɪ/                           | uy               | /ɛi/ /iː/         | qu               | /kw/                            |
| aue              | /eːw/                     | io               | /ɔ/                            | wa               | /o/               | rr               | /r/ [ɹ̝] [ə̯]                     |
| ay               | /eː/                      | io_e             | /au/ /oː/                      | bb               | /b/ /β/ /v/       | ss               | /s/ /z/ /ʃ/ /ð/ /z/             |
| ea               | /ɛː/                      | o/oi             | /ɔ/ /ɑ/ /ɔː/ /ɑː/ /o/ /oː/ /u/ | cc/ck            | /k/ /ɡ/ /ɣ/       | sh               | /ʃ/ /ʒ/ /j/                     |
| eai              | /eː/                      | o_e              | /ɔː/ /oː/                      | ch               | /x/               | st               | /s/                             |
| eau/ieau         | /uː/                      | oa               | /ɔː/ /au/                      | çh/tçh           | /tʃ/              | tt/th            | /t̪/ /tʲ/ /tʃ/ /d̪/ /ð/ /dʲ/ /dʒ/ |
| eay              | /eː/ /iː/ /ɯː/ /uː/ /yː/  | oh               | /ɔ/                            | dd/dh            | /d̪/ /dʲ/ /dʒ/ /ð/ |                  |                                 |
| ee               | /iː/                      | oie              | /ei/ /iː/                      | gg               | /ɡ/ /ɡʲ/ /ɣ/      |                  |                                 |
| eea              | /iːə/ /iː/ /jiː/          | oo/ioo/ooh       | /uː/                           | gh/ght           | /ɣ/ /x/           |                  |                                 |

## Gramática

### Pronomes pessoais
Os pronomes pessoais podem ser usados na forma simples e enfática. Esta segunda é utilizada para destaque ou contraste ou ainda antes de uma oração relativa. No entanto, no Manx mais recente, a forma enfática é comumente usada no lugar da forma simples.
As tabelas a seguir mostram os pronomes pessoais no singular e plural:
|                       | Singular | Singular | Plural   | Plural  |
| Simples               | Enfático | Simples  | Enfático |         |
| 1ª pessoa             | mee      | mish     | shin     | shinyn  |
| 2ª pessoa             | oo       | uss      | shiu     | shiuish |
| 3ª pessoa (feminino)  | ee       | ish      | ad       | adsyn   |
| 3ª pessoa (masculino) | eh       | eshyn    | ad       | adsyn   |

Observa-se que, no plural, há uma forma única para a 3ª pessoa, independente do gênero.

### Substantivos

#### Gênero
Os substantivos da língua manesa são divididos nos gêneros feminino e masculino, que não é marcado. Assim, parte-se do princípio de que o substantivo é masculino, a não ser que haja evidência para o contrário.
As distinções de gênero aparecem em pronomes pessoais singulares, mas a referência a qualquer coisa além de seres humanos é feita exclusivamente pelo pronome eh (ele).

#### Número
A forma mais comum de flexão de número na língua manesa se da pela adição do sufixo indicativo de plural “-yn”. Observe o exemplo a seguir:
Voayll (o lugar) → voayllyn (os lugares)

#### Genitivo e relações de posse
Em idiomas como o alemão e inglês, é comum o uso do caso gramatical genitivo principalmente para a indicação de relação de posse.
No inglês, para se dizer, por exemplo, “a casa do homem”, utilizaria-se “The man’s house”, em que “man’s” representa o genitivo de “man”. A mesma frase em Manx seria:
Thie y dooinney (Equivalente a “A casa do homem”)
Nesse caso, dooinney é uma forma genitiva, idêntica à palavra “dooinney” comum. Muito tempo atrás, a maioria dos substantivos na língua manesa tinha uma forma especial para o genitivo, mas houve uma forte tendência de parar de usá-las, empregando, ao invés delas, a forma acusativa/nominativa. Alguns substantivos em Manx, especialmente concretos, ainda têm a forma genitiva, mas seu uso não é comum.
Pode-se dividir as formas genitivas da língua manesa em 5 classes principais:
1. Genitivo terminado em “-agh” (não confundir com a terminação em “-agh” de alguns adjetivos). Exemplo: faiyr y vagheragh (a grama do campo).
2. Genitivo terminado em “-ey”, predominantemente em substantivos femininos. Exemplo: cainley (forma genitiva de “vela”).
3. Genitivo terminado em “ee”. Exemplo: moddee (forma genitiva de “cachorro”).
4. Substantivos cujos genitivos não têm sufixos, mas são formados por uma mudança no radical, geralmente mudando a consoante final. Em grande parte dos substantivos dessa classe têm o genitivo idêntico ao plural. Exemplo: kione (cabeça), cujo genitivo é king e o plural também é king.
5. Genitivos irregulares, formados de maneira única, particular.

Alguns substantivos em Manx têm uma forma genitiva no plural:
| Nominativo singular | Genitivo singular | Nominativo plural | Genitivo plural | Tradução |
| cabbyl              | cabbil            | cabbil            | gabbyl          | cavalo   |
| cainle              | cainley           | cainleyn          | gainle          | vela     |
| keyrrey             | keyrragh          | kirree            | geyrragh        | ovelha   |
| kiark               | kirkey            | kiarkyn           | giark           | galinha  |

### Verbo

#### Tempo e modo
Na língua manesa, o verbo pode ser flexionado nos modos indicativo, subjuntivo e imperativo.
Além disso, há os seguintes tempos verbais no Manx: presente, pretérito, imperfeito, perfeito, pluperfeito, futuro, futuro perfeito (raro), condicional e condicional passado.
No Manx, geralmente as formas verbais finitas são formadas através de perífrases: as formas flexionadas dos verbos auxiliares ve (ser) ou jannoo (fazer) são combinadas com o substantivo verbal do verbo principal. Apenas o futuro, pretérito, condicional e imperativo podem ser formados diretamente pela flexão do verbo principal, mas as formas perifrásticas são preferidas.
Observe a conjugação do verbo “perder” na primeira pessoa do singular e em tempos verbais diferentes (no indicativo) e sua tradução na tabela a seguir:
| Tempo verbal | Forma perifrástica | Forma flexionada | Tradução (em glosa)        |
| Presente     | Ta mee coayl       | -                | Eu perco/Eu estou perdendo |
| Pretérito    | Ren mee coayl      | Chaill mee       | Eu perdi                   |
| Imperfeito   | Va mee coayl       | -                | Eu estava perdendo         |
| Perfeito     | Ta mee er choayl   | -                | Eu perdi                   |
| Pluperfeito  | Va mee er choayl   | -                | Eu havia perdido           |
| Futuro       | Neeym coayl        | Cailleeym        | Eu vou perder              |
| Condicional  | Yinnin coayl       | -                | Eu perderia                |

### Numeral
Os números de 1 a 10 na língua manesa, assim como suas traduções, estão escritos na tabela a seguir:
| Manx                                | Português |
| nane - /neːn/ (Sul), /naːn/ (Norte) | Um        |
| jees - /d´iːs/                      | Dois      |
| Tree - /triː/                       | Três      |
| kiare - /k´eːr/                     | Quatro    |
| Queig - /kweg/                      | Cinco     |
| Shey - /s´eː/                       | Seis      |
| shiagt - /s´aːx/                    | Sete      |
| hoght - /hoːx/                      | Oito      |
| nuy - /niː/ (Sul), /nei/ (Norte)    | Nove      |
| jeih - /d´ei/                       | Dez       |
| nane jeig - /neːn d´eg/             | Onze      |
| ghaa yeig - /ˈɣeː jeg/              | Doze      |
| tree jeig - /triː d´eg/             | Treze     |
| kiare jeig - /k´eːr d´eg/           | Quatorze  |
| queig jeig - /kweg d´eg/            | Quinze    |
| shey jeig - /s´eː d´eg/             | Dezesseis |
| shiaght jeig - /s´aːx d´eg/         | Dezessete |
| hoght jeig - /hoːx d´eg/            | Dezoito   |
| nuy jeig - /ni d´eg/                | Dezenove  |
| feed - /fid/                        | Vinte     |

Dos números 11 ao 19, a sílaba tônica fica na primeira palavra usada para expressar o número.
Para formar números entre 20 e 40, realiza-se uma soma entre algum número menor que 20 e 20. Para expressar o resultado linguisticamente, o número menor que 20 é colocado primeiro e, depois dele, vem a expressão as feed, traduzida para “e vinte”, indicando a soma com 20. Para expressar o número trinta e dois, por exemplo, dir-se-ia:
- ghaa yeig as feed (/γeː jeg əs fıd/) → “doze e vinte” (12 + 20 = 32)

O número 40 é expresso por daeed, que pode ser traduzido como “dois vintes”.
Para expressar números entre 40 e 60, repete-se o procedimento, mas dessa vez os números são adicionados a 40, expresso por as daeed. O número 55, por exemplo, seria expresso por:
- queig jeig as daeed (/kweg d´eg as ˈdaid/) → “quinze e quarenta” (15 + 40 = 55)

Números entre 60 e 100, incluindo o 60, são expressos pela multiplicação do vinte por outro número adicionado a qualquer outro número. O número 67, por exemplo, seria expresso por:
- tree feed as shiagt (/triː fi dəs ˈs´aːx/) → “três vintes, e sete” (3 * 20 + 7 = 67)

## Frase

### Ordem da frase
Na língua manesa, a ordem convencional dos elementos de uma frase é a seguinte: verbo + sujeito + objeto direto + objeto indireto (SVOI). Elementos adverbiais podem ser inseridos no início ou no fim de frases. Observe o exemplo abaixo:
| Hug   | eh      | yn     | skian  | da’n                | dooiney.                  |
| Verbo | Sujeito | artigo | objeto | preposição + artigo | núcleo do objeto indireto |
| Deu   | ele     | a      | faca   | para o              | homem.                    |

### Frases comparativas
Na língua Manx, as frases comparativas são feitas pela adição da partícula “ny” antes de um adjetivo no superlativo. Observe o exemplo abaixo:
S’messey = o pior -- ny s’messey = pior (que)
Para construir frases, a partícula “yn” deve anteceder o substantivo ao qual o adjetivo no comparativo se refere, como no exemplo:
| Shoh  | yn      | lhun                   | s’messey.            |
| Verbo | Sujeito | Predicativo do sujeito | Adjetivo comparativo |
| É     | Essa    | cerveja                | pior                 |

## Vocabulário

### Expressões do dia a dia
Abaixo estão representadas algumas expressões cotidianas em Manx e suas traduções:
She dty vea. = De nada.
Gura mie ayd. = Obrigado.
Kys t'ou? = Como você está?
Moghrey mie. = Bom dia.
Fastyr mie. = Boa noite. (cumprimento)

## Uso na mídia
A Língua manx foi tema de um problema da Olimpíada Brasileira de Linguística, na prova da segunda fase da edição Paraplü, em 2013.